# Gary Eugene Payton
Gary Eugene Payton (Rock Island, 20 giugno 1948) è un ex astronauta statunitense.
Payton è nato nell'Illinois, è sposato ed ha un figlio. Nel 1971 ha conseguito un bachelor of science in ingegneria astronautica all'United States Air Force Academy presso Colorado Springs, successivamente ha continuato gli studi prendendo un master in astronautica ed ingegneria astronautica alla Purdue University di West Lafayette (Indiana).
Come pilota della USAF ha collezionato oltre 1 080 ore di volo su T-37 Tweet, T-38 Talon e T-39 Sabreliner. Nel 1979 è stato selezionato come ingegnere USAF per missioni con equipaggio dalla NASA. Ha volato in una missione dello Shuttle: la STS-51-C del gennaio 1985 trascorrendo oltre 73 ore nello spazio.